# Метаболизъм
Метаболизмът (от гръцки: μεταβολή – смяна, или μεταβολισμός – „прехвърляне“) или още обмяната на веществата е съвкупността от биохимическите процеси, които се извършват в живите организми. Те протичат във всяка клетка на организмите и поддържат живота в тях, като им позволяват да нарастват, да се възпроизвеждат, да обновяват своите структури и да реагират на промените в заобикалящата ги среда. Метаболитните процеси, с цел по-лесното им изследване и разбиране, се делят на две категории: катаболизъм – разграждане (окисление) на органична материя, при които се отделя енергия чрез процеса клетъчно дишане, и анаболизъм – синтез на важни за организма компоненти, като протеини и нуклеинови киселини, за сметка на отделената при катаболитните процеси енергия.
Химичните реакции на метаболизма са организирани в метаболитни пътища, в които определено химично вещество се трансформира в ново вещество, чрез поредица от стъпки, във всяка от които участват съответни ензими. Ензимите играят ключова роля в метаболизма, тъй като позволяват протичането на желани реакции, изискващи енергия, които не биха протекли самостоятелно. Това става, като паралелно с тях протичат реакции, освобождаващи енергия. Тъй като ензимите действат като катализатори, те дават възможност реакциите да протичат бързо и ефективно. Ензимите също така позволяват регулирането на метаболитните пътища, в зависимост от промените в клетъчната окръжаваща среда или от сигнали, подадени от други клетки.
Метаболизмът на един организъм определя кои вещества са хранителни и кои отровни за него. Например, някои прокариоти използват сероводорода като хранително вещество, докато този газ е отровен за животните. Скоростта на метаболизма, наричана основна обмяна на веществата, оказва влияние върху нуждите на организма от хранителни вещества.
Забележителна характеристика на метаболизма е подобието на основните метаболитни пътища и компоненти дори при напълно различаващи се организми. Например, групата на карбоксилните киселини, добре известни като междинно звено в цикъла на Кребс, присъстват при всички организми – от едноклетъчните бактерии Escherichia coli до едри животни като слоновете. Тези сходства в метаболизма вероятно се дължат на високата ефективност на тези пътища и на тяхната ранна поява в хода на еволюцията.

## Основни биохимични вещества
Повечето структури, изграждащи животните, растенията и микроорганизмите, са съставени от четири основни групи молекули: аминокиселини, нуклеинови киселини, въглехидрати и липиди (вкл. мазнини). Тъй като тези молекули са ключови за живота, метаболитните реакции се фокусират върху тяхното образуване, при изграждането на клетките и тъканите, или върху тяхното разграждане и използване, като източник на енергия при храносмилането. Много от основните биохимични вещества могат да бъдат свързвани в полимери, като ДНК и белтъците, които са изключително важни за жизнените процеси.
| Вид молекула        | Име на мономерните форми | Име на полимерните форми | Примери за полимерни форми              |
| ------------------- | ------------------------ | ------------------------ | --------------------------------------- |
| Аминокиселини       | Аминокиселини            | Белтъци                  | Фибриларни белтъци и глобуларни белтъци |
| Въглехидрати        | Монозахариди             | Полизахариди             | Нишесте, гликоген и целулоза            |
| Нуклеинови киселини | Нуклеотиди               | Полинуклеотиди           | ДНК и РНК                               |

### Аминокиселини и белтъци
Белтъците са биополимери, образувани от аминокиселини, подредени в линейни вериги и свързани помежду си чрез пептидни връзки. Много от белтъците са ензими, които катализират метаболитните биохимични реакции. Други имат структурна или механична функция, като например тези, образуващи цитоскелета (система от структурни елементи, поддържаща формата на клетката). Белтъците са важни и за процеси, като клетъчната сигнализация, имунните реакции, клетъчната адхезия, активния транспорт през мембраните и клетъчния цикъл.

### Липиди
Липидите са най-разнородната група биохимични вещества. Основните им функции са да служат в изграждането на биологичните мембрани, като клетъчната мембрана, или като източник на енергия. Липидите обикновено се дефинират като хидрофобни или амфипатични биологични молекули, разтворими в органични разтворители, като бензен или хлороформ, но неразтворими във вода.
Мазнините са голяма група съединения, изградени от мастни киселини и глицерол. Една глицеролна молекула, естерифицирана с три молекули на мастните киселини, образува триглицерид, важна група липиди. Съществуват няколко варианта на тази базова структура, включително такива с различно ядро, като сфингозин при сфинголипидите, или с хидрофилни компоненти, като фосфатите при фосфолипидите. Стероидите, например холестеролът, са друга основна група липиди, образувани в клетките.

### Въглехидрати
Въглехидратите са голяма група органични вещества, изпълняващи важни биологични функции в живите организми. Глюкозата е основната енергийна „валута“ в организмите и основния източник на енергия за клетъчния метаболизъм. Полизахаридите, като скорбяла и гликоген, представляват енергиен склад, а целулозата в растенията и хитина в членестоногите изпълняват структурна роля. Пентозата рибоза е важен компонент на коензимите АТФ, ФАД, НАД и НАДФ, а също така участва и в изграждането на фосфозахаридния гръбнак на РНК. Свързаната с нея дезоксирибоза е компонент на ДНК. Въглехидратите и техни производни влизат в състава на множество важни биомолекули, които играят ключова роля в имунната система, оплождането, защитата от патогени, ембрионалното развитие.
Въглехидратите са основна част от храната на животните, както и преобладаващ компонент от сухото вещество на живите организми (80% при растенията и 20% при животните).

### Нуклеотиди
Нуклеотидът е биомолекула, състояща се от азотсъдържащо хетероциклено производно (обикновено на пурина или пиримидина), означавани често като „азотна база“, монозахариден остатък (обикновено на пентозите дезоксирибоза в ДНК или рибоза в РНК), и фосфатна или полифосфатна група.
Нуклеотидът е мономер или структурна единица на полинукеотидните вериги на нуклеиновите киселини РНК и ДНК. Някои нуклеотиди (АТФ, ГТФ и други) играят важна роля в преноса и трансформацията на клетъчна енергия и в ензимната регулация.
Азотната база може да бъде пуриново или пиримидиново производно. Основните пуринови производни, срещащи се в структурата както на ДНК, така и на РНК, са аденинът и гуанинът. Пиримидиновите бази са: цитозин, тимин и урацил. Цитозинът и тиминът се срещат в ДНК, а цитозинът и урацилът в РНК. Съществуват множество модификации на основните бази (т.нар. минорни бази), като те са много по-разпространени в РНК, където играят роля в множество аспекти от живота и функционирането на РНК.
При формиране на двойноспиралната структура на ДНК, аденинът се сдвоява с тимин, посредством две водородни връзки, а гуанинът – с цитозин, посредством три водородни връзки. При РНК молекулите тиминът е заменен от урацил, който също е способен да участва в две водородни връзки с аденин, в рамките на двойноспирални участъци от дадена РНК молекула.

### Кофактори
Кофакторите са небелтъчни съединения, свързани за белтъчната молекула, необходими за осъществяването на биологичната функция на белтъка. В повечето случаи тези белтъци са ензими, а кофакторите способстват за протичане на катализираната реакция. В зависимост от силата на връзката между кофактора и белтъка, те се поделят на коензими, с по-слаба връзка и простетични групи, с по-силна. Само белтъчната част на ензима, без коензим, се нарича апоензим, а цялата асемблирана структура – холоензим.
В зависимост от химичната си природа, кофакторите са: неорганични, предимно метални йони (Cu2+, Fe2+, Fe3+, Mg2+, Mo2+, Mn2+, Ni, Zn2+), неметали (Se), желязо-серни комплекси или органични съединения. Много от витамините са кофактори, например B1, B2, B3, B5, B6, B9, B12, C, H, K, PP. Редица ензими със сходни функции съдържат един и същ кофактор или негови близки производни.

### Минерали
Болшинството от неорганичните компоненти действат като йонни електролити. Най-важни са йоните на: натрий, калий, калций, магнезий, хлорни, фосфатни и карбонатни. Те имат огромно значение за поддържането на важни параметри на хомеостазата, като йонен градиент от двете страни на мембраните, осмотичното налягане и pH. Йоните са много важни и за правилната функция на невроните и мускулите, тъй като тя е свързана с обмен на електролити между различни мембранни структури. Минералите на калций, флуориди и фосфати участват и в изграждането на различни структури, като: кости, черупки и други.

## Катаболизъм
Катаболизмът обхваща съвкупност от метаболитни процеси, при които големите (макро) молекули се разграждат. Този процес включва и тяхното окисление. Задачата на катаболизма е да осигури нужната енергия и градивни елементи за осъществяването на процеса на синтез (анаболизъм) на собствени, специфични за организмите молекули. Естеството на процеса се различава при различните групи организми, в зависимост от източниците на въглерод, електрони и енергия (таблицата по-долу). При органотрофите източник на енергия е окислението на органични съединения, докато при литотрофите – на неорганични. Фототрофите от своя страна използват слънчевата светлина като енергиен източник. Все пак принципът и при трите групи е подобен, като метаболизмът се задвижва от окислително-редукционни процеси, състоящи се в трансфер на електрони от редуцирани донорни молекули, които се окисляват като органични съединения, вода, амоняк, сероводород или железни йони към акцепторни молекули, които се редуцират като кислород, нитрати или сулфати. При животните и човека това се осъществява от разграждането на органичните молекули до въглероден диоксид и вода.
| Източник на енергия      | Източник на електрони | Източник на въглерод         | Име                  |
| ------------------------ | --------------------- | ---------------------------- | -------------------- |
| Светлина Фото-           | Органичен -органо-    | Органичен -хетеротроф        | Фотоорганохетеротроф |
| Светлина Фото-           | Органичен -органо-    | Въглероден диоксид -автотроф | Фотоорганоавтотроф   |
| Светлина Фото-           | Неорганичен -лито-    | Органичен -хетеротроф        | Фотолитохетеротроф   |
| Светлина Фото-           | Неорганичен -лито-    | Въглероден диоксид -автотроф | Фотолитоавтотроф     |
| Химични съединения Хемо- | Органичен -органо-    | Органичен -хетеротроф        | Хемоорганохетеротроф |
| Химични съединения Хемо- | Органичен -органо-    | Въглероден диоксид -автотроф | Хемоорганоавтотроф   |
| Химични съединения Хемо- | Неорганичен -лито-    | Органичен -хетеротроф        | Хемолитохетеротроф   |
| Химични съединения Хемо- | Неорганичен -лито-    | Въглероден диоксид -автортоф | Хемолитоавтотроф     |

## Трансформации на енергията

### Енергия от органични съединения
Разграждането на органичните съединения най-често се свежда до разграждане на въглехидрати. Полизахаридите, като скорбяла и гликоген, първоначално се нарязват до своя мономер – глюкоза и под тази форма попадат в клетката. Полизахаридите: целулоза и хитин са несмилаеми от човешкия организъм.
След попадането си в клетката, монозахаридите поемат пътя на гликолизата, като се разграждат до пируват, процес, при който се получава и известно количество АТФ и НАДН. Пируватът е пресечна точка на множество метаболитни пътища, но основното количество пируват се декарбоксилира и свързва с коензим А, при което се получава ацетил-КоA, който се включва в цикъла на трикарбоновите киселини (цикъл на Кребс). Въпреки че в този цикъл се генерира известно количество АТФ, най-значимият продукт е НАДН, получен при редукцията НАД+ за сметка на окислението на ацетил-КоА. При този процес окислението е спрегнато с декарбоксилиране, при което се отделя въглероден диоксид. При анаеробни условия крайният продукт на гликолизата, пируватът, се редуцира до лактат, за да се възстанови окисления НАД+, необходим за протичането на гликолизата. В алтернативния пентозо-фосфатен, глюкозата се трансформира до рибоза или дезоксирибоза, необходими за синтеза на нуклеинови киселини. При него като акцептор на електроните се ползва НАДФ, редуциран до НАДФН.
Мазнините се катаболизират чрез хидролизата им до свободни мастни киселини и глицерол. Глицеролът се включва в гликолизата, а мастните киселини се разграждат по пътя на бета-окислението до ацетил-КоА, който се включва в цикъла на трикарбоновите киселини. Мастните киселини освобождават повече енергия от въглехидратите, защото са по-богати на водород.
Аминокиселините или се използват за синтеза на протеини и други биомолекули, или се окисляват до урея и въглероден диоксид, при което се освобождава енергия. Процесът на окисление започва с премахването на аминогрупата от ензими трансаминази. Аминогрупата се включва в орнитиновия цикъл, като въглеродният скелет на аминокиселината минава в кето-киселина. Някои от тези кето-киселини са междинни метаболити от цикъла на Кребс и се включват в него. Глюкогенните аминокиселини могат да бъдат използвани за синтеза на глюкоза посредством процеса глюконеогенеза.

#### Окислително фосфорилиране
При окислително фосфорилиране, електроните освободени при окислението на субстратите в процесите на гликолиза и цикъл на Кребс се трансферират към кислород, а освободената енергия се използва за синтеза на АТФ. При еукариотите този процес протича под действието на каскада от белтъци (редокс системи), разположени по вътрешната митохондриална мембрана, наречени електрон-транспортна верига. При прокариотиите тези протеини са разположени по клетъчната мембрана. Тези редокс системи използват енергията, освободена от преминаващите електрони от редуцираните молекули като НАДН, НАДФН, ФАДН и др. върху кислорода, за да изпомпват протони през мембраната.
Изпомпването на протони извън митохондриите (в пространството между двете митохондриални мембрани) води до концентрационни разлики от двете страни на мембраната, а това впоследствие до образуването на протонен градиент. Подобно на воденица протоните, преминаващи през мембраната и движени от своя градиент, „задвижват“ ензима наречен АТФ синтаза, който генерира АТФ.

### Енергия от неорганични съединения
При хемолитотрофния катаболизъм, разпространен сред някои прокариоти, енергията се освобождава при окислението на неорганични съединения. Тези организми използват водород, редуцирани форми на сярата (като сулфиди, сероводород и тиосулфати), Fe2+ или амоняк като източници на енергия, като ги окисляват и използват като крайни акцептори на електрони кислород или нитрит. Тези микробиални процеси са жизненоважни за глобалния кръговрат на веществата чрез процесите на ацетогенеза, азотфиксация и денитрификация, които са от критично значение за почвеното плодородие.

### Енергия от слънчевата светлина
Енергия от слънчевата светлина използват за своя метаболизъм растения, цианобактерии, пурпурни бактерии, зелени серни бактерии и някои първаци. Процесът често е спрегнат с фиксирането на въглероден диоксид в органични съединения при процеса фотосинтеза. Тези процеси могат и да се осъществяват независимо при прокариоти като пурпурни бактерии и зелени серни бактерии.
В повечето организми използването на слънчевата енергия наподобява принципите на окислителното фосфорилиране, като при преминаването на електрони през електрон-транспортните вериги се генерира протонен градиент. Необходимите електрони идват от светоулавящи протеини, известни като реакционен център (при зелените растения и някои водорасли) или бактериални родопсини при повечето бактерии.
При растения и водорасли електроните произхождат от фотосистема I. Дефицитът на електрони се компенсира от тези идващи от фотосистема II. Тя от своя страна има способността да отнема електрони от молекулата на водата, при което като страничен продукт се отделя кислород в процес, наречен фотолиза. Електроните се поемат от електрон-транспортната система разположена в тилакоидните мембрани на хлоропластите, при което се генерира протонен градиент. След това този градиент служи за синтеза на АТФ по начин, подобен на този в митохондриите.

## Анаболизъм
Анаболизмът е съвкупност от синтезни метаболитни процеси, при които енергията, освободена при катаболизма, се използва за синтеза на собствени молекули. Най-общо, сложните молекули, изграждащи клетъчните структури, се синтезират на стъпки чрез свързването на малки прекурсори. Анаболизмът включва три основни етапа. Първият е производството на прекурсорите – например аминокиселини, монозахариди, изопреноиди, нуклеотиди. Вторият етап се състои в тяхното активиране чрез свързването им с АТФ. Третият етап е свързването на активираните прекурсори в макромолекули като протеини, полизахариди, липиди и нуклеинови киселини.
Организмите се различават в способността си да произвеждат в клетките си необходимите им молекули. Автотрофите като растения и водорасли могат да синтезират сложни органични молекули като полизахариди и протеини в клетките си от неорганичните въглероден диоксид и вода. Хетеротрофите от своя страна се нуждаят от по-сложни субстрати и не са способни да синтезират органични вещества от неорганични. По-нататък организмите се поделят в зависимост от основния си източник на енергия: фотоавтотрофите и фотохетеротрофите получават енергия от слънчевата светлина, а хемоавтотрофите и хемохетеротрофите – от окислението на органични или неорганични вещества.

### Фиксация на въглерод
Фотосинтезата е основният процес, при който се синтезират въглехидрати от въглероден диоксид (CO2) и вода с енергията от слънчевата светлина. При растения, цианобактерии и алги фотосинтезата е оксигенна, тоест при нея се отделя кислород като страничен продукт. При този процес се използва енергията на АТФ и редукционни еквиваленти (електрони) от НАДФН, получени от светлинната фаза на фотосинтезата, за да се фиксира CO2 в 3-фосфо-глицерат, който впоследствие се свързва в глюкоза. Този процес на въглеродна фиксация се извършва от ензима RuBisCO през тъмнинната фаза (цикъл на Калвин) на фотосинтезата. При растенията се срещат три типа фотосинтеза C3 фиксация, C4 фиксация и CAM фотосинтеза.
При фотосинтезиращите прокариоти механизмите на въглеродна фиксация са малко по-различни. При тях въглеродния диоксид може да се фиксира чрез цикъла на Калвин, обърнат цикъл на Кребс, или чрез карбоксилирането на ацетил-КоА.
При прокариотните хемоавтотрофи фиксацията на CO2 също протича по пътя на цикъла на Калвин, но енергията, необходима за процеса (АТФ и НАДН или НАДФН), се получава от окислението на химични вещества.

### Въглехидратен анаболизъм
При въглехидратния анаболизъм прости органични молекули могат да се трансформират в монозахариди като глюкоза, а те от своя страна в полизахариди (например скорбяла и гликоген). Синтезът на глюкоза от пируват, лактат, глицерол, 3-фосфо-глицерат, аминокиселини се нарича глюконеогенеза. При глюконеогенезата пируватът се конвертира до глюкозо-6-фосфат по метаболитен път, отчасти обратен на гликолизата и споделя общи с него ензими. Глюконеогенезата обаче не е просто обърната гликолиза, защото при нея има три необратими метаболитни стъпала, които се заобикалят чрез допълнително внасяне на енергия посредством хидролиза на АТФ. Така се постига отделна регулация на двата противоположни процеса на образуване и разграждане на глюкоза, като се предотвратява протичането им паралелно, при така наречения празен цикъл.
Въпреки че най-използваният начин за съхранение на енергия са мастните депа, при гръбначните, в това число и човека, мастните киселини не могат да бъдат използвани за синтез на глюкоза по пътя на глюконеогенезата, защото тези организми не са способни да конвертират ацетил-КоА в пируват. Това се дължи на липсата на необходимия ензимен апарат, срещащ се при растенията и бактериите. Като пряко следствие от това, при дълго гладуване при гръбначните се образуват кетонни тела от мастните киселини, които „заменят“ гликозата в органи като мозъка, които не са способни да метаболизират мастни киселини.
При другите организми като растения и бактерии, този проблем е решен чрез глиоксалатния цикъл, при който стъпалото на декарболсилиране при цикъла на Кребс се заобикаля, като по този начин се позволява конвертирането на ацетил-КоA в оксалацетат, който от своя страна е субстрат за синтез на глюкоза.
Полизахаридите и гликаните се образуват от поетапното добавяне на активирани монозахариди (например под формата на УДФ-глюкоза) от ензими глюкотрансферази към акцепторна хидроксилна група на растящата полизахаридна верига. Тъй като всяка хидроксилна група от пръстена на субстрата може да бъде акцептор, то могат да се получават линейни и разклонени полизахаридни вериги, което се определя от набора и спецификата на използваните ензими. Така получените олиго- или полизахариди могат да имат самостоятелна структурна или метаболитна функция или да бъдат трансферирани върху липиди или протеини от ензими олигозахаридтрансферази.

### Анаболизъм на мастни киселини, стероиди и изопреноиди
Мастните киселини се образуват по път, силно наподобяващ обратно β-окисление, известен като синтез на мастни киселини. Мастните киселини се синтезират най-общо от ацетил-КоА, който се добавя към растящата верига, като неговата кето група се редуцира последователно първо да алкохолна, а след това до водород. Ензимите, осъществяващи процеса, са два типа. При животни и фунги целият цикъл се извършва от един огромен мултиензимен комплекс, известен като ацилсинтетаза. В растителните пластиди и бактериите всяка реакция се извършва от отделен ензим.
Терпените и изопреноидите са голям клас липиди, като представляват и най-големият клас растителни продукти. Те се получават при свързването на модифицирани изопренови единици, получени от прекурсорите изопентенил пирофосфат и диметилалил пирофосфат.
Тези прекурсори могат да се синтезират по мевалонатния път (HMG-CoA път) от ацетил-КоА, при животни и фунги или по алтернативен немевалонатен път, от пируват и глицералдехид 3-фосфат.
При стероидния синтез изопреновите единици се свързват в сквален, след което се извиват и циклизират до ланостерол. Ланостеролът от своя страна след това може да послужи за синтеза на други стероиди като ергостерол и холестерол, а от него прогестерон, тестостерон и естрогени.

### Анаболизъм на белтъци
Организмите се различават по способността си да синтезират 20те канонични аминокиселини. Повечето бактерии и растения могат да синтезират и двадесетте, докато животните могат да синтезират само някои от тях. Тези есенциални аминокиселини трябва да се приемат с храната. Неесенциалните аминокиселини се синтезират от междинни метаболити от гликолизата, цикъла на Кребс и пентозофосфатния цикъл. Аминогрупата идва от глутамат и глутамин, която се трансферира върху подходящата алфа-кето киселина от ензима трансаминаза.
Аминокиселините се свързват във верига посредством пептидна връзка. Всеки различен протеин има различна уникална аминокиселинна последователност, означавана като първична структура. Преди да могат да се свържат, аминокиселините трябва да бъдат активирани чрез свързването им с транспортна РНК посредством естерна връзка. Аминоацил-тРНК прекурсорът се формира от АТФ зависима реакция, осъществявана от ензими с общото име аминоацил-тРНК синтетаза. Тази аминоацил-тРНК се включва в акцепторното място на рибозомата, в съответствие с информацията на мРНК, като се свързва с растящата полипептидна верига.

### Анаболизъм на нуклеотиди
Нуклеотидите могат да бъдат синтезирани de novo както в растителната и бактериалната клетка, така и в животинската от изходни субстрати като аминокиселини, въглероден диоксид и мравчена киселина. Биосинтезът на нуклеотиди е силно енергоемък процес, изискващ изразходването на значителни количества клетъчна метаболитна енергия. Затова много организми извеждат междинните метаболити от катаболизма на нуклеотидите и ги използват за техния синтез (рециклиране), като си спестяват енергията, необходима за изграждането им от аминокиселини. Пурините се синтезират под формата на нуклеозиди (база свързана с рибоза). И двата пуринови нуклеотида аденин и гуанин се получават от общ прекурсор инозин-фосфат, който от своя страна се синтезира в пътя на пуриновия синтез от глицин, глутамин, аспартат и формиат. Пиримидините от своя страна се синтезират от оротат, който се получава от глутамин и аспартат.

## Термодинамика на организмите
Както всички системи, така и при живите системи, организмите се подчиняват на законите на термодинамиката. Съгласно втория закон на термодинамиката, всяка затворена система се стреми към максимална ентропия (безпорядък). От своя страна живите организми са високо организирани и подредени системи и това на пръв поглед противоречи на законите на термодинамиката. Живите организми обаче не са затворени, а отворени системи и непрекъснато обменят енергия и вещества със заобикалящата ги среда. Така живите организми, бидейки дисипативни системи, увеличават своята подреденост, за сметка на намаляване подредеността на околната среда, и в общата система „организъм – среда“ общото количество на ентропията расте. При стационарни системи далеч от равновесието, каквито са живите системи, метаболизмът се поддържа чрез генериране на ентропия.
На метаболитно равнище термодинамично неизгодните ендергонични анаболитни процеси са спрегнати с екзергонични катаболитни процеси, като сумарно протичането им е съпроводено с намаляване на свободната енергия.
ΔG = ΔH – T ΔS.
където ΔG е промяната в свободната енергия на Гибс, ΔH е промяната в енталпията, т.е. абсолютната температура (в К), ΔS е разликата в ентропията. ΔG е мерило за термодинамичната възможност за протичане на реакция. При отрицателна стойност на ΔG има намаление на свободната енергия и реакцията може да протече спонтанно. При положителен баланс на ΔG реакцията е термодинамично неизгодна и трябва да се съпроводи с друга, протичаща с по-голямо намаление на свободната енергия.

## Регулация и контрол
Поради непрекъснатата промяна на околната среда към организмите, реакциите на метаболизма трябва да са подложени на фин контрол, за да могат да осигурят поддържането на постоянни параметри във вътреклетъчната среда на организма – състояние, известно като хомеостаза. Регулацията на матаболизма позволява на организмите да реагират адекватно на сигналите и да взаимодействат според потребностите си със заобикалящата ги среда. За осъществяването на нужната регулация са нужни две важни условия. Първо регулацията на ензимната активност, тоест как активността на ензима се повлиява в отговор на сигнали. Второ контрол на ензима, което включва влияние върху скоростта (потока) на целия метаболитен път, при манипулирането на активността на дадения ензим. Така например може ензим да бъде високо регулиран, тоест да търпи голяма промяна в ензимната активност, но като цяло това да се проявява като малко изменение в интензитета на метаболитния поток. Така този ензим е неподходящ за регулация на метаболитния път.
Метаболитната регулация се осъществява на множество нива. Вътре в клетката метаболитните пътища се саморегулират в отговор на промяна в нивата на техните субстратни продукти. Например, повишение в концентрацията на продукта води до потискане на някои от ензимите в началото на метаболитната верига, по пътя на обратната връзка. Този тип регулиране се осъществява най-вече чрез алостерично регулиране на ензимната активност, като при него някои от продуктите на метаболитния път са алостерични ефектори на предшестващи стъпала. Клетъчният метаболизъм в многоклетъчните организми търпи контрол и от множество външни за клетката сигнали, идващи от други клетки. Тези сигнали най-често са или промяна в мембранния потенциал на клетката, или разтворими молекули, като хормони и растежни фактори, свързващи се със специфични рецептори по клетъчната повърхност. След като се свържат, сигналът се предава навътре в клетката, чрез сигнална трансдукция, осъществявана с помощта на молекули вторични посредници, които задействат каскада от събития, водещи до промяна в клетъчния метаболизъм.

Един от най-добре проучените механизми на контрол е този на глюкозата, под действие на хормона инсулин. Инсулинът се произвежда от бета-клетките на Лангерхансовите острови в отговор на повишените нива на глюкоза в кръвта. Свързването на хормона с инсулинов рецептор в клетката активира каскада от кинази, което води до поемане на глюкоза в клетката и конвертирането ѝ в запасни молекули като мастни киселини и гликоген. Метаболизмът на гликогена се контролира от активността на ензимите фосфорилаза, който разгражда гликоген и гликоген синтаза, който синтезира гликоген. Двата ензима се регулират реципрочно: фосфорилирането инхибира гликоген синтазата, а активира фосфорилазата. Обратно, под действие на инсулина се активира фосфатаза, която дефосфорилира фосфорилазата, като я потиска, а активира гликоген синтазата чрез дефосфорилирането си.

## Еволюция
Централните магистрали на метаболизма гликолиза и цикъл на Кребс са представени в трите организмови домена (прокариоти, археи и еукариоти) както и са били застъпени в последния общ предшественик. Този универсален предшественик е прокариот и вероятно метаноген, който е имал богат аминокиселинен, нуклеотиден, въглехидратен и липиден метаболизъм. Затвърждаването на тези метаболитни пътища в последващата еволюция вероятно е резултат от трансформацията на субстрата в продукт с висока ефективност и малко на брой метаболитни стъпала. Мутационните изменения, засягащи некодиращите ДНК последователности, може просто да променят метаболитната ефективност на организма, претърпял мутацията.
Първите ензимно катализирани метаболитни пътища може би са били тези от пуриновия нуклеотиден метаболизъм, в древния метаболизъм на света на РНК.
Редица модели предлагат възможности за описание на нововъзникващите метаболитни пътища. Това включва добавянето на нов ензим към съществуващ предходен метаболитен път или дупликация и последваща дивергенция на един цял метаболитен път, както и включването на съществуващи ензими в създаването на нововъзникнал път. Друг модел е свързан с проучвания, в които се проследява еволюцията на структурата на протеините в метаболитната мрежа. Той предполага, че широко използваните ензими се включват в подобни реакции в различни метаболитни пътища.
Трети модел предполага, че някои части на метаболизма може да съществуват като „модули“, които могат да бъдат използвани в различни пътища и извършват подобни реакции върху различни молекули.
Както могат да възникват нови пътища, така по пътя на еволюцията може и да се губят метаболитни функции. Например при някои паразити това са пътища, които не са жизнено необходими за оцеляването, като синтез на аминокиселини, нуклеотиди и т.н., тъй като могат да бъдат набавени от гостоприемника. Подобна редукция на метаболизма се наблюдава и при ендосимбионтните организми.

## Изследване и приложение
Класическия начин за изследване на метаболизма е чрез редукционния подход, който се фокусира върху определен метаболитен път като го изолира от цялостния метаболизъм. При този начин на работа много ценни се оказват радиоактивните следи из целия организъм, тъкани и клетки, посочващи пътя от началния радиоактивно белязан прекурсор до крайния продукт през проследяване на радиоактивните междинни метаболити. Това позволява ензимите, които катализират тези биохимични реакции, да бъдат изолирани, пречистени и изследвани за ензимна кинетика и действие на ефектори (активатори и инхибитори). Друг подход при изследването на метаболизма е установяването на всички малки молекули, метаболоми, в дадена микробиосистема (клетка или тъкан). Като цяло тези, проучвания дават добра представа за структурата и функцията на прост метаболитен път, но са ненадеждни при прилагането им върху по-сложни системи, каквато е метаболизма на цялата клетка.
Представа за сложността на метаболитни мрежи в клетките съдържащи хиляди различни ензими е демонстрирана в схематичното представяне на цитратния цикъл при Arabidopsis thaliana], с взаимодействието на 43 ензима и 40 метаболита. Геномната секвенция предполага набор от до 45 000 гена. Тези геномни данни могат да си използват за конструирането на цялостна мрежа на биохимичните реакции и предлага по-всеобхватни математически модели, които могат да обяснят и предвидят поведението им. Тези модели са изключително мощни при обединяването на информацията получена при редукционния и метаболоновия метод с данните за генната експресия от протеомни и ДНК-микрочипове изследвания. Благодарение на тези техники е конструиран модел на човешкия метаболизъм, който ще е изключително ползотвоен в бъдещите изследвания на метаболизма и фармацевтичните продукти. Тези модели се използват при анализа на метаболитната мрежа, за класифициране на човешките заболявания според общите протеини и метаболити.
Бактериалните метаболитни мрежи имат организация тип „папионка“, имат способността на приемат широка гама от хранителни вещества и синтезират най-разнообразни продукти и сложни макромолекули, използвайки относително малко на брой общи интермедиенти.

### Метаболизмът в полза на човек
Най-голямото приложение на натрупаната информация за метаболизма се изразява в метаболитното инженерство. При него, организми като дрожди, растения или бактерии се модифицират генетично, за да станат по-резултатни в използването им в биотехнологията, при производство на лекарства, като антибиотици или промишлени химикали като 1,3-пропандиол или шикимат. Тези генетични модификации целят предимно да намалят разхода на енергия за производство на продукта, да увеличат добива и да намалят загубите.

## История на изследванията
Терминът метаболизъм произхожда от гръцкото Μεταβολισμός – „метаболизмос“ „смяна“ или „превъртане“. Историята на научния подход към изследване на метаболизма обхваща период от няколко века, като се развива от изучаване на цели животни в най-ранните изследвания до изучаване на отделни метаболитни реакции в модерната биохимия. Първият контролиран експеримент върху човешкия метаболизъм е публикуван през 1614 от Санторио в книгата му Ars de statica medicina. Той описва как измерва собственото си тегло след хранене, сън, работа, секс, диета, пиене и екстракция на крайните продукти от организма. Той открива, че голяма част от храната, която приема, се губи под формата на „неосезаемо потене“, както го нарича той.
При тези ранни проучвания, механизмите на метаболитните процеси не са идентифицирани, а се приема, че живите тъкани се съживяват по действието на така наречената „жизнена сила“. През 19 век, докато изследва ферментацията на захари до алкохол под действието на дрожди, Луи Пастьор заключава, че ферментацията се катализира от някакви субстанции в самите дрожди, които той нарича ферменти. Той пише „алкохолната ферментация е действие, свързано с живота и организацията на дрождите, а не с тяхната смърт или разлагане“. Това откритие наред с публикуваната от Фридрих Вьолер през 1828 химична синтеза на урея, първото органично съединение, синтезирано от изцяло неорганични предшественици, доказват, че компонентите и реакциите на живите клетки не се отличават в принципно отношение от останалите химични явления.
Откриването на ензимите през началото на 20 век от Едуард Бюхнер е събитието, което окончателно отделя химичния подход към изучаване на метаболизма от биологичното му изучаване, като бележи началото на модерната биохимия. Биохимичното познание бързо нараства в началото на 20 век. Един от най-епохалните биохимици е Ханс Кребс, който има огромни заслуги към изследването на метаболизма. Той открива урнитиновия цикъл, а по-късно в сътрудничество с Ханс Корнберг – цикъла на трикарбоновите киселини (наречен по-късно в негова чест „цикъл на Кребс“) и глиокслатния цикъл. Съвременните биохимични изследвания са значително подпомогнати от развитието на новите техники като хроматография, рентгенова дифракция, ЯМР спектроскопия, радиоизотопно маркиране, електронна микроскопия и компютърни симулации. С помощта на тези техники се разкриват и обстойно проучват множество молекули и метаболитни пътища.